# Wet Leg
Wet Leg é uma banda de indie rock britânica formada em 2019 na Ilha de Wight, formada por Rhian Teasdale e Hester Chambers. O grupo lançou o seu álbum de estreia autointitulado em 2022, da qual culminou nas paradas musicais de alguns países, como Austrália, Escócia e Reino Unido. Nos Grammy Awards de 2023, Wet Leg foi angariado com o prêmio de Melhor Álbum de Música Alternativa pelo trabalho supracitado e Melhor Desempenho de Música Alternativa por "Chaise Longue", ademais foram indicadas para Artista Revelação. O disco de estreia foi também eleito como o 20º melhor álbum de guitarra de 2022 por leitores da Guitar World.

## Integrantes
- Rhian Teasdale: vocalista principal, guitarra rítmica (2019—presente)
- Hester Chambers: guitarra solo, vocalista de apoio (2019—presente)

Integrantes da turnê
- Henry Holmes: bateria, percussão (2020—presente)
- Ellis Durand: bateria, vocalista de apoio (2020—presente)
- Josh Mobaraki: guitarra, sintetizador, vocalista de apoio (2020—presente)

## Discografia

### Álbuns de estúdio
| Título  | Detalhes                                                                        | Posições de pico nas tabelas musicais | Posições de pico nas tabelas musicais | Posições de pico nas tabelas musicais | Posições de pico nas tabelas musicais | Posições de pico nas tabelas musicais | Posições de pico nas tabelas musicais | Posições de pico nas tabelas musicais | Posições de pico nas tabelas musicais | Posições de pico nas tabelas musicais | Posições de pico nas tabelas musicais | Certificações |
| Título  | Detalhes                                                                        | RU                                    | AUS                                   | ALE                                   | IRL                                   | JAP                                   | NLD                                   | NZL                                   | SUE                                   | SUI                                   | EUA                                   | Certificações |
| ------- | ------------------------------------------------------------------------------- | ------------------------------------- | ------------------------------------- | ------------------------------------- | ------------------------------------- | ------------------------------------- | ------------------------------------- | ------------------------------------- | ------------------------------------- | ------------------------------------- | ------------------------------------- | ------------- |
| Wet Leg | - Lançamento: 8 de abril de 2022 - Gravadora: Domino - Formatos: CD, DD, LP, CS | 1                                     | 1                                     | 8                                     | 4                                     | 64                                    | 10                                    | 4                                     | 59                                    | 11                                    | 14                                    | - BPI: Ouro   |

### Extended plays(EP)
| Título                            | Detalhes                                                                       |
| --------------------------------- | ------------------------------------------------------------------------------ |
| Apple Music Home Session: Wet Leg | - Lançamento: 4 de fevereiro de 2022 - Gravadora: Domino - Formatos: Streaming |

### Singles
| Título                                                                                                | Ano  | Posições de pico nas tabelas musicais | Posições de pico nas tabelas musicais | Posições de pico nas tabelas musicais | Posições de pico nas tabelas musicais | Posições de pico nas tabelas musicais | Posições de pico nas tabelas musicais | Certificações | Álbum   |
| Título                                                                                                | Ano  | RU                                    | RU Indie                              | JAP Over.                             | EUA AAA                               | EUA Alt                               | EUA Rock Air.                         | Certificações | Álbum   |
| --- | ---- | ------------------------------------- | ------------------------------------- | ------------------------------------- | ------------------------------------- | ------------------------------------- | ------------------------------------- | ------------- | ------- |
| "Chaise Longue"                                                                                       | 2021 | 74                                    | 13                                    | —                                     | 18                                    | 15                                    | 21                                    |               | Wet Leg |
| "Wet Dream"                                                                                           | 2021 | 74                                    | 7                                     | 19                                    | —                                     | 25                                    | —                                     | - BPI: Prata  | Wet Leg |
| "Too Late Now"                                                                                        | 2021 | —                                     | —                                     | —                                     | 35                                    | —                                     | —                                     |               | Wet Leg |
| "Oh No"                                                                                               | 2021 | —                                     | —                                     | —                                     | —                                     | —                                     | —                                     |               | Wet Leg |
| "Angelica"                                                                                            | 2022 | —                                     | 38                                    | —                                     | —                                     | 40                                    | —                                     |               | Wet Leg |
| "Ur Mum"                                                                                              | 2022 | —                                     | 46                                    | —                                     | —                                     | —                                     | —                                     |               | Wet Leg |
| "—" denota itens que não conseguiram entrar nas tabelas musicais ou não foram lançados no território. |      |                                       |                                       |                                       |                                       |                                       |                                       |               |         |